# La Couronne (restaurant)
Pour les articles homonymes, voir La Couronne.
La Couronne, fondée en 1345, est prétendue être la plus vieille auberge de France, mais sans documentation de l'époque. Elle est située sur la place du Vieux-Marché à Rouen, préfecture de Normandie.  

## Historique
On prétend que la création du restaurant date de 1345, sous le règne de Philippe VI de Valois. Elle est attestée par le paiement d’une rente de 62 sols, par Raoul Leprévos, aux propriétaires des lieux, le prieuré Saint-Lô et la Communauté des Filles-Dieu. Il est dit également que le 30 mai 1431, le restaurateur de l’époque, un certain Raoul Baudry, put voir depuis les fenêtres de la taverne, place du Vieux-Marché, le supplice de Jeanne d’Arc,. Mais aucune documentation contemporaine ne soutient ces revendications. Sa façade actuelle, à pan de bois, réalisée par l’architecte André Robinne, date de 1928.  
Après la Première Guerre mondiale, les deux frères Dorin sont propriétaires des lieux. Marcel Dorin est en cuisine et son frère Lucien s'occupe de la salle. Les spécialités de la maison sont alors « la sole à la crème, le canard à la rouennaise et le poulet à la ficelle renouvelé d'une recette d'Alexandre Dumas et mis au point par Marcel Dorin ». En 1935, Lucien Dorin, est à l'origine de la fête du ventre permettant de mettre en avant « le patrimoine des saveurs locales ainsi que le savoir-faire gastronomique normand ».
Le 19 avril 1944, lors des bombardements de Rouen par les alliés, le restaurant est partiellement détruit mais la façade est préservée.   
La société actuelle (en 2019) dirigée par Jean Dominique Cauvin est créée en 1987. Puis Prudence Cauvin prend la suite de ses parents toujours avec le chef Vincent Taillefer qui officie depuis les années 1990.

## Clients célèbres
De nombreuses personnalités ont fréquenté La Couronne lors d'un passage à Rouen. C'est notamment le cas d'Ernest Hemingway, Salvador Dali, Grace de Monaco, Haïlé Sélassié Ier. 
En 1948, le restaurant a servi à la cheffe cuisinière et auteure Julia Child son premier repas « à la française », ce qui lui aurait inspiré de consacrer sa vie à la promotion de la cuisine française,,.
En 1972, la reine Élisabeth II et son époux, le prince Philip, ont effectué une visite mémorable à Rouen. Lors de ce passage, le couple royal a pris le thé au célèbre restaurant La Couronne, marquant ainsi un moment historique pour la ville et ses habitants. Cette visite a renforcé les liens entre le Royaume-Uni et la France, tout en laissant une empreinte durable dans la mémoire collective locale.